# Kościół św. Antoniego w Swochowie
Kościół św. Antoniego w Swochowie – katolicki kościół filialny zlokalizowany we wsi Swochowo w gminie Bielice, w powiecie pyrzyckim (województwo zachodniopomorskie). Należy do parafii Matki Bożej Królowej Polski w Bielicach.

## Historia i architektura
Sytuowany na planie prostokąta kościół został wzniesiony w XV wieku. Murowany jest z kamienia i cegły. Szczyty zdobione są blendami. W elewacji zachodniej znajduje się ostrołukowy, uskokowy ceglany portal. Drugi portal umieszczony jest w elewacji południowej. Ostrołukowe, uskokowe okna w ceglanych ościeżach znajdują się w trzech ścianach nawy. Na dachu znajduje się sygnaturka. Obok kościoła ustawiony jest pomnik ku czci poległych w I wojnie światowej.
We wnętrzu kościoła zachowała się XVIII-wieczna empora chórowa i ołtarz ambonowy. Zdemontowany z ołtarza kosz ambonowy ustawiony jest pod chórem. Na wolnostojącej przykościelnej dzwonnicy zawieszony jest dzwon z 1733 roku.
Po II wojnie światowej kościół został konsekrowany jako świątynia katolicka w dniu 13 czerwca 1946 roku.